# 湾里铁路
湾里铁路是一条南昌地方工业支线铁路。

## 历史
湾里铁路分两短建设，第一段是4.924公里的铁路时1964年建成的南昌齿轮厂专用线从新昌北站（南昌北站）到南昌齿轮厂，第二段是1970年启用的由终点K4+924接轨到湾里，途径青岚、双岭、向阳，全场16.794公里。
第二段的建设是因为1969年前苏联在乌苏里江挑起珍宝岛事件使得全国进入战备状态
1969年江西省以备战名义开始了支线建设的计划，代号是108工程，年底南昌铁路局勘测设计所勘察。
1970年5月正式动工，10月1日通车；1973年由江西省委交给南昌铁路管理局管理，因运量少改作专线使用。
2001年虽然南昌工务段还在维护铁路，但是经常被人为破坏。
2003年《湾里区城区总体规划》计划将湾里支线铁路改造成轻轨。
2006计划开始建设的昌九城际铁路计划行走该铁路沿线。
2007年提出湾里铁路拆除的计划。
2009年湾里区内铁路彻底废弃。
根据之后的卫星图确认第一段和第二段的一小部分连接到向莆铁路并设农大线路所，称之为湾里联络线。其余部分被拆除而湾里车站站房保留了下来。

### 废弃段
2014年7月确认湾里车站站房将保留下来并改建成博物馆。
2014年9月基本改造完成。
2014年10月1日开放

### 保留段
2014年10月14日《南昌枢纽湾里联络线改造工程环境影响评价第一次公示》
2014年10月29日《南昌枢纽湾里联络线改造工程环境影响评价第二次公示》
2014年11月19日《南昌铁路局工程管理所南昌枢纽湾里联络线改造工程环境影响评价》文件拟受理情况公示
2017年线路拆除问题引起媒体关注；之后未知时间拆除。